# The Year of the Everlasting Storm
The Year of the Everlasting Storm é um filme antológico estadunidense de 2021 com segmentos dirigidos por Jafar Panahi, Anthony Chen, Malik Vitthal, Laura Poitras, Dominga Sotomayor, David Lowery e Apichatpong Weerasethakul.
O filme teve sua estreia mundial no Festival de Cinema de Cannes em 14 de julho de 2021. Foi lançado em 3 de setembro de 2021 pela Neon.

## Trama
| Segmento          | País           | Diretor / Escritor        | Descrição | Atores / Sujeitos                                                     |
| ----------------- | -------------- | ------------------------- | --- | --------------------------------------------------------------------- |
| Life              | Irã            | Jafar Panahi              | Um documentário sobre a infância da família de Panahi durante a quarentena.                                                             | Jafar Panahi, Tahereh Saidi Balsini                                   |
| The Break Away    | China          | Anthony Chen              | Um jovem casal tem dificuldades para cuidar do filho pequeno durante o confinamento.                                                    | Zhou Dongyu, Zhang Yu                                                 |
| Little Measures   | Estados Unidos | Malik Vitthal             | Um documentário sobre Bobby Yay Yay Jones e sua tentativa de se reunir com seus três filhos, cada um em lares adotivos separados.       | Bobby Yay Yay Jones, Yay'Veontay Jones, Bobby Levi Jones, Imani Jones |
| Terror Contagion  | Estados Unidos | Laura Poitras             | Um documentário sobre a investigação de Poitras e do grupo de jornalistas investigativos Forensic Architecture sobre o spyware Pegasus. | Laura Poitras, Forensic Architecture                                  |
| Sin Titulo, 2020  | Chile          | Dominga Sotomayor         | Uma mulher e sua filha adulta tentam quebrar a quarentena para ver o filho recém-nascido da outra filha.                                | Francisca Castillo, Rosa García-Huidobro                              |
| Dig Up My Darling | Estados Unidos | David Lowery              | Uma mulher encontra uma caixa de cartas em um depósito e segue as instruções até chegar a um túmulo sem identificação.                  | Catherine Machovsky                                                   |
| Night Colonies    | Tailândia      | Apichatpong Weerasethakul | Uma instalação filmada de uma cama vazia em um quarto cheio de insetos.                                                                 |                                                                       |

## Produção
Em maio de 2021, foi anunciado que Jafar Panahi, Anthony Chen, Malik Vitthal, Laura Poitras, Dominga Sotomayor, David Lowery e Apichatpong Weerasethakul dirigiram um filme antológico, com produção e distribuição da Neon.

## Lançamento
O filme teve sua estreia mundial no Festival de Cinema de Cannes em 14 de julho de 2021, e foi lançado em 3 de setembro de 2021.

## Recepção
The Year of the Everlasting Storm possui 94% de aprovação no site agregador de críticas Rotten Tomatoes, com base em 31 avaliações, com uma média ponderada de 7,40/10. O consenso do site afirma: "The Year of the Everlasting Storm apresenta uma variedade de cineastas que oferecem uma resposta variada, porém convincente, a um trauma compartilhado".